# Tribalistas Ao Vivo
Tribalistas Ao Vivo é primeiro álbum ao vivo do supergrupo brasileiro Tribalistas. Seu lançamento aconteceu com exclusividade nas plataformas digitais no dia 15 de março de 2019 pela Altafonte. O projeto, gravado em 18 de agosto de 2018 no estádio Allianz Parque, em São Paulo, durante um concerto da Tribalistas Tour para mais de 45 mil pessoas, foi dirigido por Joana Mazzucchelli da Polar Filmes e produzido pela Polar Filmes.
O anúncio do lançamento foi feito simultaneamente nas redes sociais de Marisa Monte, Arnaldo Antunes e Carlinhos Brown em 14 de fevereiro de 2019. O primeiro single, uma versão ao vivo de "Carnavália" (presente no primeiro álbum de estúdio do trio), foi lançado em 22 de fevereiro.

## Antecedentes e lançamento
Após o lançamento do segundo álbum, marcando o retorno de um hiato de quinze anos, os Tribalistas entram em sua primeira turnê mundial conjunta. A digressão, intitulada Tribalistas Tour, iniciou-se na cidade de Salvador, onde os dois projetos de estúdio foram concebidos, em 28 de julho de 2018 seguindo para outras cidades do Brasil e países da América do Sul, América do Norte e Europa. O repertório contou com sucessos do primeiro e segundo disco, entre eles "Velha Infância", "Já Sei Namorar" e "Aliança", além de outras canções gravadas individualmente em suas respectivas carreiras solo. A última apresentação ocorreu na edição de 2019 do festival Lollapalooza no dia 5 de abril.
A excursão recebeu críticas predominantemente positivas das mídias nacionais e internacionais, que destacaram a química do grupo e das músicas entre si, a grandiloquência do grupo que recebia em média 10 mil pessoas em cada show e os belíssimos cenários e projeções produzidos pelo artista visual e designer Batman Zavareze. O concerto recebeu um público de mais de 240 mil pessoas e arrecadou, somente com os primeiros 22 concertos, mais de R$ 35 milhões, sendo uma das mais bem sucedidas digressões nacionais da década.
Desde a estreia da turnê, as imagens dos shows dos Tribalistas estavam sendo capturadas mesmo sem a confirmação oficial sobre um possível registro oficial ao vivo, o que aumentou as especulações de que o supergrupo lançaria futuramente um projeto audiovisual sobre o espetáculo. Em 14 de fevereiro de 2019, os Tribalistas anunciam oficialmente o lançamento do projeto em suas redes sociais, lançado exclusivamente nas plataformas digitais em 15 de março. Uma versão ao vivo do clássico "Carnavália", considerada o carro-chefe do projeto, foi lançada previamente no dia 22 de fevereiro. A gravação ocorreu em 18 de agosto de 2018 durante o concerto realizado no Allianz Parque, em São Paulo, para um público de 45 mil pessoas. O registro foi dirigido por Joana Mazzucchelli, produzido pela Polar Filmes e foi lançado nos formatos áudio e vídeo, sem previsão de lançamento em CD e DVD.
Para a promoção do álbum, o canal de televisão por assinatura Multishow exibiu, um dia após o seu lançamento nas plataformas digitais, os melhores momentos do show. Já a apresentação do projeto na íntegra foi transmitida no dia 8 de abril de 2019 pelo canal Bis.

## Lista de faixas
| N.º            | Título                                | Compositor(es)                                               | Duração |  |
| 1.             | "Tribalistas"                         | Arnaldo Antunes, Carlinhos Brown, Marisa Monte               | 3:11    |  |
| 2.             | "Carnavália"                          | Antunes, Brown, Monte                                        | 4:26    |  |
| 3.             | "Um Só"                               | Antunes, Brown, Monte, Brás Antunes                          | 3:17    |  |
| 4.             | "Vilarejo"                            | Antunes, Brown, Monte, Pedro Baby                            | 4:34    |  |
| 5.             | "Anjo da Guarda"                      | Antunes, Brown, Monte                                        | 2:50    |  |
| 6.             | "Fora da Memória"                     | Antunes, Brown, Monte, Baby, Pretinho da Serrinha            | 4:00    |  |
| 7.             | "Diáspora"                            | Antunes, Brown, Monte                                        | 4:08    |  |
| 8.             | "Um a Um"                             | Antunes, Brown, Monte                                        | 3:07    |  |
| 9.             | "Ânima"                               | Antunes, Brown, Monte, Cezar Mendes                          | 3:47    |  |
| 10.            | "Velha Infância"                      | Antunes, Brown, Monte, Davi Moraes, Baby                     | 4:24    |  |
| 11.            | "É Você"                              | Antunes, Brown, Monte                                        | 3:13    |  |
| 12.            | "Carnalismo"                          | Antunes, Brown, Monte, Cezar Mendes                          | 2:50    |  |
| 13.            | "Aliança"                             | Antunes, Brown, Monte, Baby, Serrinha                        | 3:52    |  |
| 14.            | "Até Parece" / "Não é Fácil" (medley) | Antunes, Brown, Monte, Dadi Carvalho / Antunes, Brown, Monte | 3:48    |  |
| 15.            | "Sem Você"                            | Antunes, Brown, Monte                                        | 3:18    |  |
| 16.            | "Lá de Longe"                         | Antunes, Brown, Monte                                        | 2:23    |  |
| 17.            | "Lutar e Vencer"                      | Antunes, Brown, Monte                                        | 2:59    |  |
| 18.            | "Universo ao Meu Redor"               | Antunes, Brown, Monte                                        | 3:16    |  |
| 19.            | "Infinito Particular"                 | Antunes, Brown, Monte                                        | 3:11    |  |
| 20.            | "Paradeiro" / "Consumado" (medley)    | Antunes, Brown, Monte                                        | 3:02    |  |
| 21.            | "Amor I Love You"                     | Antunes, Brown, Monte                                        | 2:31    |  |
| 22.            | "Depois"                              | Antunes, Brown, Monte                                        | 2:50    |  |
| 23.            | "Trabalivre"                          | Antunes, Brown, Monte, Carminho                              | 2:28    |  |
| 24.            | "Passe em Casa"                       | Antunes, Brown, Monte, Margareth Menezes                     | 4:03    |  |
| 25.            | "Já Sei Namorar"                      | Antunes, Brown, Monte                                        | 3:19    |  |
| Duração total: | Duração total:                        | Duração total:                                               | 1:24:00 |  |

## Créditos
Todo o processo de elaboração de Tribalistas Ao Vivo atribui os seguintes créditos:
Gestão
- Monte Criação e Produção Ltda. (Phonomotor Records): gravadora, proprietária de direitos autorais/direitos autorais fonográficos
- Rosa Celeste: gravadora, proprietária de direitos autorais/direitos autorais fonográficos
- Ed. Candyall Music: gravadora, proprietária de direitos autorais/direitos autorais fonográficos
- Altafonte: distribuição digital

Banda e arranjos
| - Marisa Monte: vocais, violão de nylon, vários instrumentos - Arnaldo Antunes: vocais, vários instrumentos - Carlinhos Brown: vocais, vários instrumentos - Dadi Carvalho: guitarra, baixo e teclados | - Pedro Baby: guitarra, violão e vocais de apoio - Pretinho da Serrinha: percussão, cavaquinho e vocais de apoio - Marcelo Costa: bateria |

Produção
| - Produção: Polar Filmes - Direção geral: Joana Mazzucchelli - Produção executiva: Gisa Locatelli - Assistente de direção: Tata Pierry | - Edição: Guga Moraes - Coordenação de produção: Aline Duda - Coordenação de produção executiva: Erika Araújo |

Áudio
- Direção e finalização: Daniel Carvalho
- Gravação: Conrado Ruther
- Mixagem de som: Estúdio Casa da Nina

## Histórico de lançamento
| País   | Data                | Formato(s)                 | Gravadora                    |
| ------ | ------------------- | -------------------------- | ---------------------------- |
| Brasil | 15 de março de 2019 | Download digital Streaming | Phonomotor Records Altafonte |